# Unteralbachermühle
Unteralbachermühle ist ein Gemeindeteil der Gemeinde Wilhelmsdorf im Landkreis Neustadt an der Aisch-Bad Windsheim (Mittelfranken, Bayern). Unteralbachermühle liegt in der Gemarkung Wilhelmsdorf.

## Geografie
Die Einöde liegt am Albach, einen linker Zufluss der Mittleren Aurach, und an einem namenlosen Bach, der dort als linker Zufluss in den Albach mündet. Die Kreisstraße NEA 21 führt nach Ebersbach zur NEA 11 (0,8 km nordöstlich) bzw. nach Wilhelmsdorf zur Staatsstraße 2244 (1,5 km südlich).

## Geschichte
Der Ort ist die Mühle des 1632 im Dreißigjährigen Krieg völlig ausgetilgten und zur Wüstung gewordenen Unteralbach, auf dessen Grund 1680 das heutige Wilhelmsdorf errichtet wurde. Bis 1867 wurde die Mühle Unteralbach genannt.
Gegen Ende des 18. Jahrhunderts gehörte die Unteralbachermühle zur Realgemeinde Wilhelmsdorf. Das Anwesen hatte das Rittergut Wilhelmsdorf als Grundherrn. Unter der preußischen Verwaltung (1792–1806) des Fürstentums Bayreuth erhielt die Unteralbachermühle die Hausnummer 68 des Ortes Wilhelmsdorf.
Von 1797 bis 1810 unterstand der Ort dem Justizamt Markt Erlbach und Kammeramt Emskirchen. Im Rahmen des Gemeindeedikts wurde Unteralbachermühle dem 1811 gebildeten Steuerdistrikt Wilhelmsdorf und der 1813 gegründeten Ruralgemeinde Wilhelmsdorf zugeordnet. Die freiwillige Gerichtsbarkeit hatte bis 1848 das Patrimonialgericht Wilhemsdorf.

## Einwohnerentwicklung
| Jahr      | 001818 | 001840 | 001861 | 001871 | 001885 | 001900 | 001925 | 001950 | 001961 | 001970 | 001987 | 002020 |
| Einwohner | 6      | 6      | 8      | 5      | 4      | 5      | 7      | 13     | 6      | 9      | 2      | 2      |
| Häuser    | 1      | 1      |        |        | 1      | 1      | 1      | 1      | 1      |        | 1      |        |
| Quelle    | [ 11 ] | [ 12 ] | [ 13 ] | [ 14 ] | [ 15 ] | [ 16 ] | [ 17 ] | [ 18 ] | [ 19 ] | [ 20 ] | [ 21 ] | [ 1 ]  |

## Religion
Der Ort ist evangelisch-lutherisch geprägt und bis heute nach Wilhelmsdorf gepfarrt.